# Webmin

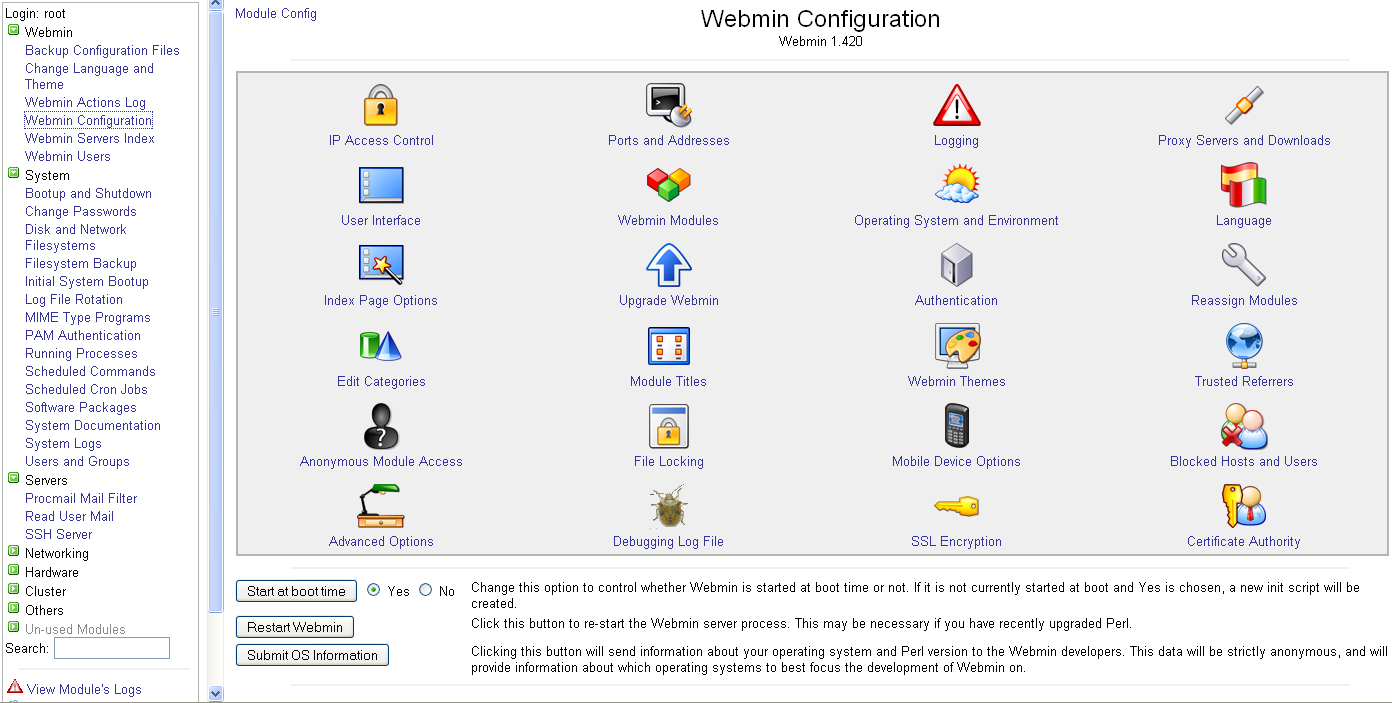
La versione 1.420

Webmin è un software che permette di gestire un computer tramite interfaccia web (all'indirizzo http://localhost:10000). L'accesso è limitato agli utenti del sistema e permette di gestire la macchina da un punto di vista hardware e software. Il sistema è indirizzato ad amministratori e sistemisti, ma può risultare utile anche su computer client.
Può gestire svariati aspetti del sistema, inclusi gli eventuali server Apache, MySQL e le impostazioni di PHP. Webmin è un programma modulare, può quindi essere espanso con dei moduli appositi per la gestione di uno specifico servizio.
Il software è disponibile già pacchettizzato per i seguenti sistemi operativi:
- Red Hat Linux
- Debian/Ubuntu
- Solaris
- Windows (con delle limitazioni)